# 스즈무라 켄이치
스즈무라 켄이치(鈴村 健一 스즈무라 겐이치[*], 1974년 9월 12일 ~ )는 일본의 성우이다. 2011년 8월 8일 동료 성우인 사카모토 마아야와 결혼했다.

## 출연작

### TV 애니메이션
시기불명
- 아따맘마 (미즈시마 쥰)
- 갤럭시 엔젤 (카토 비서관)
- 크레용 신짱 (나오키)
- 월간 스토리 랜드 (남자, 야에몬의 동생)
- 치비 마루코짱 (야마구치군)
- 닌타마 란타로 (세이하치)

1994년
- 마크로스7 (모리) ※데뷔작

1996년
- 수색시대 (시바자키 하루히코)

1997년
- 소녀혁명 우테나 (남자생도)

1998년
- 아키하바라 전뇌조 (남자생도)
- 쾌걸 증기 탐정단 (작업원)
- 그와 그녀의 사정 (사촌B)
- 시공전초 나스카 (미우라 쿄우시) ※첫 주연작
- 초속스피너 (아카기 다이키)
- 폭주형제 렛츠&고!! MAX (마지마 사쿄우)
- 마술사 오펜 (학생)
- 요시모토 무치코 이야기 (쿠와바라 무카데)
- 열사의 패왕 간다라 (선글라스, 파일럿, 젊은 남자)

1999년
- 쾌감 프레이즈 (키류 아츠로)
- 자폭군 (마이트, 란마루)

2000년
- 바람부는대로 츠키카게 란 (토우지)
- GEAR전사전동 (스바루)
- 인조인간 키카이다 THE ANIMATION (뮤지션)
- 파브르 선생은 명탐정 (카미유)
- BOYS BE (칸자키 쿄이치)
- 포켓몬스터 (히사시)
- 어둠의 후예 (야마시타)

2001년
- X-엑스- (카무이 시로우)
- 업사이드 (쟝 토레조르)
- 캡틴 츠바사 (2001-02년) (와카바야시 겐죠)
- 코코로 도서관 (아이카메)
- 초GALS! 코토부키 란 (아소우 유야)
- 전뇌모험기 웨브다이버 (훼니크온, 페가시온)
- 바빌2세 (2001년) (카미야 코이치)
- 폭전 슈트베이브레드 (후지, 스티브, 바르트로메)
- 파랏파랏파 (매트)
- 고스트 바둑왕 (이스미 신이치로)

2002년
- 아베노바시 마법☆상점가 (은행원B)
- 킥오프 2002 (하소쿠진)
- 원반황녀 왈큐레 (토키노 카즈토)
- 십이국기 (라크슌)
- 스파이럴~추리의 끈~ (나루미 아유무)
- 초중신 그라비온 (시구레 에이지)
- 디지몬 프론티어 (키무라 코우이치(선우윤),더스크몬,베르그몬,레베몬,카이저레오몬)
- 드래곤 드라이버 (히무로 히카루)
- 헝그리 하트 WILD STRIKER (카가미 유키, 키바 유우야)
- 포켓몬스터 (사이가, 치코)

2003년
- AVENGER (테오)
- 내일의 나쟈 (레오나르도 카르디나레)
- 아스트로 보이 철완 아톰 (니시노 사치오)
- 오네가이☆트윈즈 (시마자키 코세이)
- GAD GUARD (사나다 히지키)
- 카레이도 스타 (디오)
- 돌격!!크로마티 고교 (다나카 테츠오)
- 세인트 비스트~성수강림편~ (풍아의 마야)
- 학원탐정Q (진나이 타쿠마)
- 나나카6/17 (나기하라 넨지)
- 포포탄 (다이치)
- 포켓몬스터 어드밴스 제너레이션 (카치누키 류헤이)
- 똑바로 가자 제1기 (이쥬인 타케시)
- 원반황녀 왈큐레 12월의 야상곡 (토키노 카즈토)
- 진월담 월희 (토노 시키)

2004년
- 학원앨리스 (모리 레오)
- 기동전사 건담 SEED DESTINY (신 아스카)
- 제비뽑기 언밸런스 (로쿠하라 무기오)
- 고쿠센 (사와다 신)
- 초중신 그라비온Zwei (시구레 에이지)
- 똑바로 가자 제2기 (이쥬인 타케시)
- 미시키 크로니클~다이버 젠스 이브~ (노데라, 아제베드 중위, 오퍼레이터)
- 유성전대 무스메트 (히로키)

2005년
- 딸기100% (마나카 쥰페이)
- 트리니티 블러드 (디트리히 폰 로엔그린)
- 노에인~또 하나의 너에게~ (아토리)
- 피치걸 (오카야스 카이리)

2006년
- 위치블레이드 (세가와 히로키)
- 오란고교 호스트부 (히타치인 히카루)
- 학원 헤븐 (타키 슌스케)
- 은색의 오린시스 (집정관,알)
- 디 그레이맨 (라비)
- 소년 음양사 (주작)
- 은혼 (오키타 소고)
- TOKKO 특공 (신도 란마루)
- 반쪽달이 떠오르는 하늘 (에자키 유이치)

2007년
- 세인트 비스트~광음 서사시 천사담~ (풍아의 마야)
- 수신연무 (타이토)
- 좀비론 (아카츠키 치카)
- 우리들의 (하타가이 히로유키)
- MAJOR 3rd 시즌 (야기누마 하야토)
- 완간미드나이트 (아이사와 케이이치로)

2008년
- MAJOR 4th 시즌 (야기누마 하야토)
- BUS GAMER (미시바토키)
- 아마츠키 (긴슈)
- 소울이터 (키리쿠 룽)

2009년
- 던전 앤 파이터 슬랩업파티 (카펜시스)
- 프레시 프리큐어 (사우러)
- 괭이갈매기 울 적에 (우시로미야 조지)

2010년
- 나루토 (우타카타)
- 회장님은 메이드사마 (이가라시 토라)

2011년
- 스타 드라이버 빛의 타쿠토 (보우 츠키히코)
- 노래의☆왕자님 진심 LOVE 1000% (히지리카와 마사토)
- 부르잖아요, 아자젤씨 (히모이 선생)
- 하느님의 메모장 (히라사카 렌지)
- 마기 (하황문)

2012년
- 남자 고교생의 일상 (요시타케)
- 아쿠에리온 EVOL (카이엔)
- 페어리 테일 (로그 체니)
- 쿠로코의 농구 (무라사키바라 아츠시)

2013년
- 노래의☆왕자님 진심 LOVE 2000% (히지리카와 마사토)
- BROTHERS CONFLICT (아사히나 츠바키)
- 쿠로코의 농구 2기 (무라사키바라 아츠시)
- 마기 2기 (하황문)
- Free! -Eternal Summer- (미코시바 모모타로)

2015년
- 종말의 세라프 (크로울리 유스포드)
- 오소마츠상 (이야미)

2016년
- 오소마츠상 (이야미)
- 괴도 조커 (가짜 조커)

2019년
- 귀멸의 칼날 (이구로 오바나이)

2020년
- 불꽃 소방대 2장 (타케히사 히나와)

### 극장판, OVA
1999년
- 피아캐롯에 어서오세요 2 DX (마에다 코지)

2002년
- 마크로스 제로 (쿠도우 신)

2004년
- 제비뽑기 언밸런스 OVA (로쿠하라 무기오)

2005년
- 원반황녀 왈큐레 성령절의 신부 (토키노 카즈토)

2006년
- 반쪽 달이 떠오르는 하늘 (에자키 류이치)
- 원반황녀 왈큐레 시간과 꿈과 은하의 연회 (토키노 카즈토)

2007년
- 극장판 공의 경계 (고쿠토 미키야)

2012년
- Holy Knight (프람)

2016년
- 예전부터 계속 좋아했어: 고백실행위원회 (세리자와 하루키)

2020년
- 귀멸의 칼날: 주합회의·나비저택 편 (이구로 오바나이)
- 귀멸의 칼날: 나타구모산 편 (이구로 오바나이)

2021년
- 귀멸의 칼날 무한열차편 (이구로 오바나이)

2024년
- 기동전사 건담 SEED FREEDOM (신 아스카)

### 게임
1996년
- 파이어 우먼 전조 (시키 무네히사, 남학생C)

2000년
- 헤키사문 가디언즈 (고도 다이치)
- 스캔들 (사와카 렌)

2001년
- EVE The Fatal Attraction (미무라 타카시)

2002년
- 캡틴 날개 황금 세대의 도전 (와카바야시 겐조)
- 신무의 새 (이카루)

2003년
- ANUBIS ZONE OF THE ENDERS (레온 스텐버크)
- 파이널 판타지 X-2 (깁플)
- 아크 더 래드 정령의 황혼 (다크)
- 서몬 나이트3 (이스라)
- 십이국기 -홍련의 안표 황진의 로- (라크슌)
- 와일드 암즈 알타코드 F (로디 라그나이트)
- 학원 헤븐 BOY'S LOVE SCRAMBLE! (타키 슌스케)

2004년
- 슈퍼 로봇 대전MX (스바루)
- 십이국기 -혁혁한 왕도 홍록의 우화- (라크슌)
- 학원 헤븐 BOY'S LOVE SCRAMBLE! Type B (타키 슌스케)
- 디지몬 배클 크로니클 (다스크몬)
- 아크 더 래드 제네레이션 (다크)

2005년
- 마법선생 네기마! 1교시 꼬마 선생님은 마법사! (나기 스프링필드)
- 학원 헤븐 한 그릇 더! (타키 슌스케)
- 절대 복종 명령 (쥬레스 발스코와) : 모리타 마사유키 (森田昌之) 명의
- 기동전사 건담SEED DESTINY GENERATION of C.E. (신 아스카)
- 테일즈 오브 레젠디아 (세넬 쿨릿지)
- 물의 선율 (신노 켄고)
- 기동전사 건담SEED 연합vs.Z.A.F.T. (신 아스카)
- 킹덤하츠II (데믹스)

2006년
- 풀 하우스 키스2 (토죠 아오이)
- 물의 선율 ~협주곡~ (신노 켄고)
- Love☆Drops ~미라클 동거 이야기~ (로이)
- 허니 허니 드롭스 LOVE×LOVE HONEY LIFE (렌게 카이)
- 그리고 이 우주에 빛나는 너의 시 (애쉬)
- 제거 베인 XOR (소 버빈스키)
- 두근두근 메모리얼 Girl's Side 2nd Kiss (하리야 코우노신)
- 은혼 디에스-해결사 대소동! (오키타 소고)
- 카오스 워즈 (제온실트)
- 물의 선율2 비의 기억 (신노 켄고)
- 전생학원월광록 (유자키 료)
- 은혼 긴토키 vs 히지카타!? 카부키쵸 은구슬 대 쟁탈전!! (오키타 소고)
- 테일즈 오브 더 월드 레디언트 마이솔로지 (세넬 쿨릿지)

2007년
- 그리고 이 우주에 빛나는 너의 시XXX (애쉬)
- D.Gray-man 신의 사도들 (라비)
- 기동전사 건담SEED 연합vs.Z.A.F.T. PORTABLE (신 아스카)
- 오란고교 호스트부 (히타치인 히카루)
- 러브☆돌 ~Love☆Drops~ (로이)
- 기동전사 건담SEED DESTINY 연합vs.Z.A.F.T.II (신 아스카)
- 소년음양사 날개여, 하늘로 돌아가라 (주작)
- 연인유희 (아이카와 유타) : 타키가와 다이스케 (瀧川大輔) 명의
- 은혼 긴토키와 함께! 나의 카부키쵸 일기 (오키타 소고)
- 크라이시스 코어 파이널 판타지VII (잭스 페어)
- 은혼 해결사 튜브 츳코마블 동영상 (오키타 소고)
- 슈퍼 로봇 대전Scramble Commander the 2nd (신 아스카, 쿠도 신)
- 은혼 은구슬 퀘스트 긴토키가 전직하거나 세계를 구하거나 (오키타 소고)
- 기동전사 건담SEED DESTINY 연합vs.Z.A.F.T.II PLUS (신 아스카)
- 풀 하우스 키스2 ~연애 미궁~ (토죠 아오이)

2008년
- 기동전사 건담 건담VS.건담 (신 아스카)
- 유어 메모리즈 오프 ~Girl's Style~ (하네 히데미)
- 두근두근 메모리얼 Girl's Side 2nd Season (하리야 코우노신)
- 하나요이 로마네스크 사랑과 슬픔 그런 너를 위한 아리아 (호쇼 스미레)
- D.Gray-man 주자의 자격 (라비)

2009년
- 완드오브포츈 (아르바로 가레이)
- Starry☆Sky 〜in Winter〜 (아마하 츠바사)

2010년
- 엘소드 (엘소드)
- 완드오브포츈 미래로의 프롤로그 (아르바로 가레이)

2011년
- 완드오브포츈2 ~시공에 가라앉는 묵시록~ (아르바로 가레이)
- 파이널 판타지 영식 (잭)

2016년
- 문명 VI (내레이터)
- 하얀고양이 프로젝트 (블러드)